# 吳仕 (正德進士)
吴仕（1481年—1545年），字克学，号颐山，南直隶常州府宜興縣人，民籍。明朝政治人物。

## 生平
生于成化十七年（1481年）六月十五日。正德二年（1507年）丁卯科應天府乡试第一名舉人（解元），九年（1514年）甲戌科二甲第二十三名進士，初授户部主事，被派往淮安钞关督税，历礼部员外郎、郎中，迁山西、福建、广西、河南提学副使，升四川布政使司左参政，引疾归。嘉靖二十四年（1545年）二月十五日终，享年六十五岁。著有《颐山诗稿》。

## 家族
宜兴济美堂吴氏是明清时期江南著名的科举大族。该家族于元末战乱时期迁入宜兴，至吴仕祖父吴玉，正统年间由岁贡入南京国子监，并以监生进入户部任职。父吴纶（1440年-1522年），字大本，號心远，以子仕贵封礼部员外郎。吴纶是当时茶艺革新的领军人物之一，影响极大。吴纶、吴仕父子，极有可能是宜兴紫砂茶器的发明者或重要参与者。
從兄吴俨，成化二十三年进士，官至南京礼部尚书。
吴仕有两子，长子吴骍，嘉靖年间例贡。次子吴敦复，万历元年（公元1573年）举人。孙吴士贞，天启五年（公元1625年）进士，官浙江上虞知县。曾孙吴炳，万历四十七年進士。